# Trisacantha bicolora
Trisacantha bicolora is een vliesvleugelig insect uit de familie van de Scelionidae. De wetenschappelijke naam van de soort is voor het eerst geldig gepubliceerd in 1956 door Szabó.